# Synagoge (Hohenlimburg)

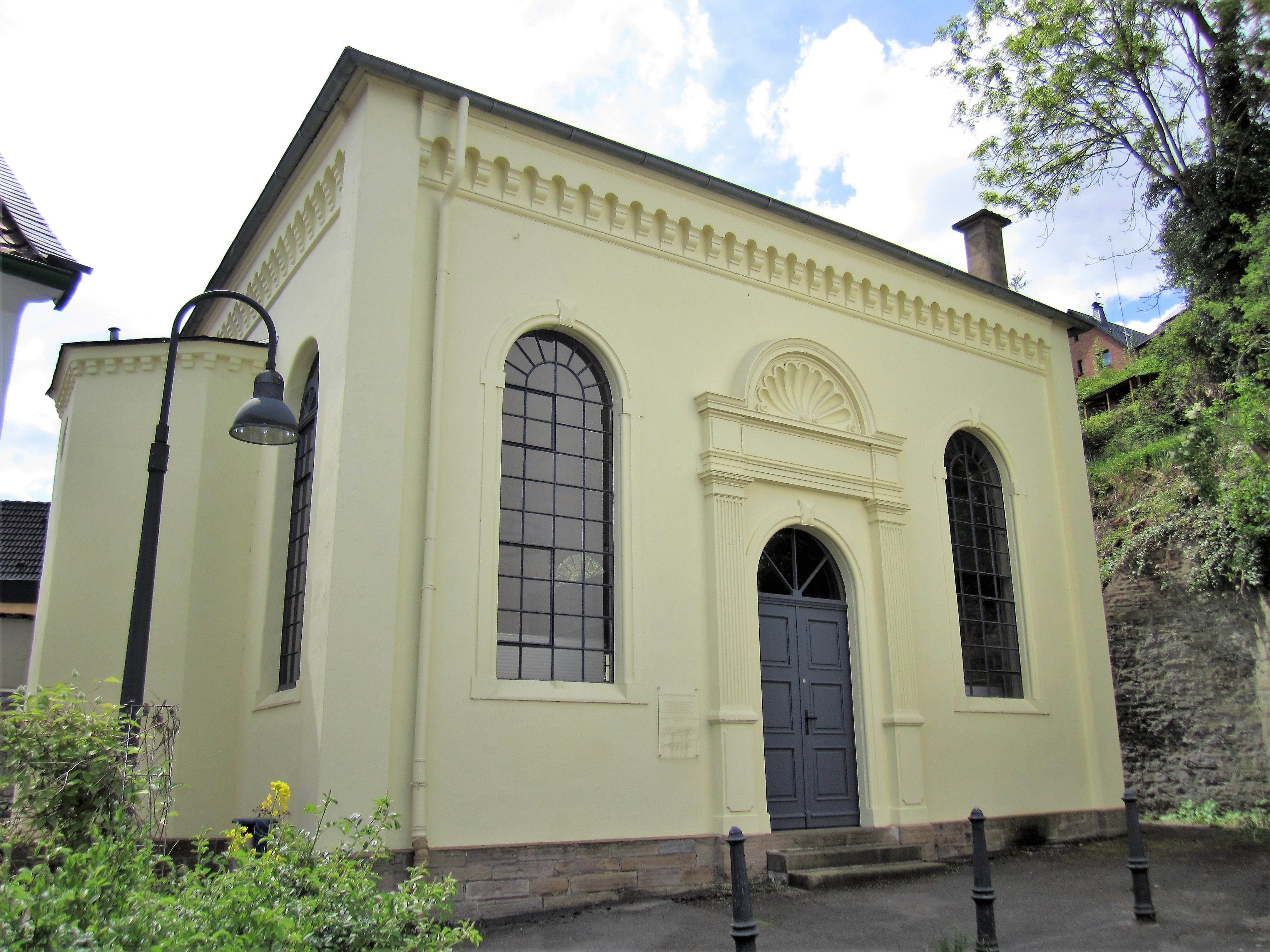
Alte Synagoge Hohenlimburg

Die Alte Synagoge in Hohenlimburg, einem Stadtteil von Hagen im südöstlichen Teil des Ruhrgebiets, wurde 1870 errichtet. Die Synagoge an der Jahnstraße 46, auf einer Terrasse am Berghang, ist ein geschütztes Baudenkmal.

## Geschichte
Im 18. Jahrhundert wurden für die Limburger Juden angemietete Räumlichkeiten als Betraum genutzt. 1782 kaufte der Limburger Jacob Weisel für 260 Rtlr. ein Fachwerkhaus im Wesselbachtal (später Eggestraße) unterhalb des Schlosses, das zur Synagoge umgebaut und auch als Schule genutzt wurde. David Gottlieb, Meier Isaak und Coppel Moses hatten dafür im Auftrag der Judenschaft die landesherrliche Erlaubnis eingeholt. Graf Moritz Casimir II. von Bentheim-Tecklenburg erteilte 1782 seine Genehmigung gegen eine jährliche Zahlung von zwei Goldgulden. Grundstück und Synagoge (Judentempel) wurden im Urkataster von 1821 als Besitz der Judenschaft eingetragen.
Der Limburger Amtmann Wilhelm Pannewitz stellte 1856 den baulich schlechten Zustand der Synagoge fest. Da sie auf einem Hügel direkt an der steil ansteigenden Felswand lag, hielt er diese Lage zunächst nicht für geeignet, „hier einen Neubau zu gottesdienstlichen Zwecken zu errichten“. Ab 1865 bereitete unter seiner Mitwirkung eine Kommission der Synagogengemeinde den Neubau einer Synagoge vor, der Beschluss erfolgte 1868, das vorhandene Grundstück sollte nun doch verwendet werden. Zur Finanzierung musste die Synagogengemeinde bei der Sparkasse Limburg einen Kredit in Höhe von 1300 Tlr. aufnehmen. Mit 1000 Tlr. beteiligten sich die christlichen Kirchengemeinden in Limburg und Elsey an der Finanzierung, 600 Tlr. kamen von den Mitgliedern der Synagogengemeinde, weitere Mittel wurden unter den jüdischen Gemeinden im Landkreis Iserlohn gesammelt. Die Einweihungsfeier der 1870 fertiggestellten Synagoge (Eggestr. 6, später Jahnstr. 46) wurde wegen des Deutsch-Französischen Krieges abgesagt. Die hohen Verdienste des Limburger Amtmanns für den Neubau würdigte die Synagogengemeinde, indem sie ihm 1875 an seinem 70. Geburtstag einen Silberpokal mit Widmung überreichte.

## Beschreibung

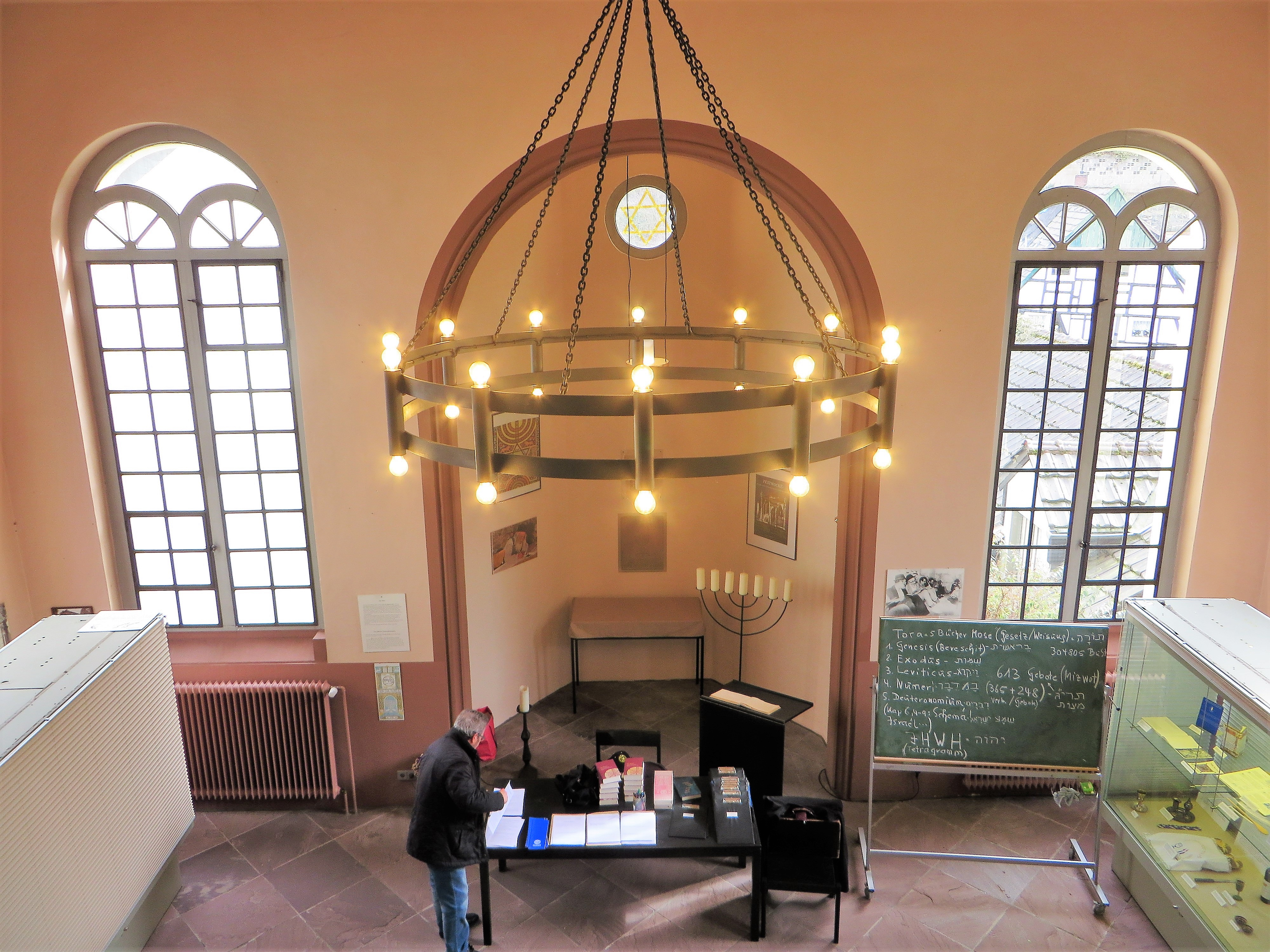
Blick auf die Toranische

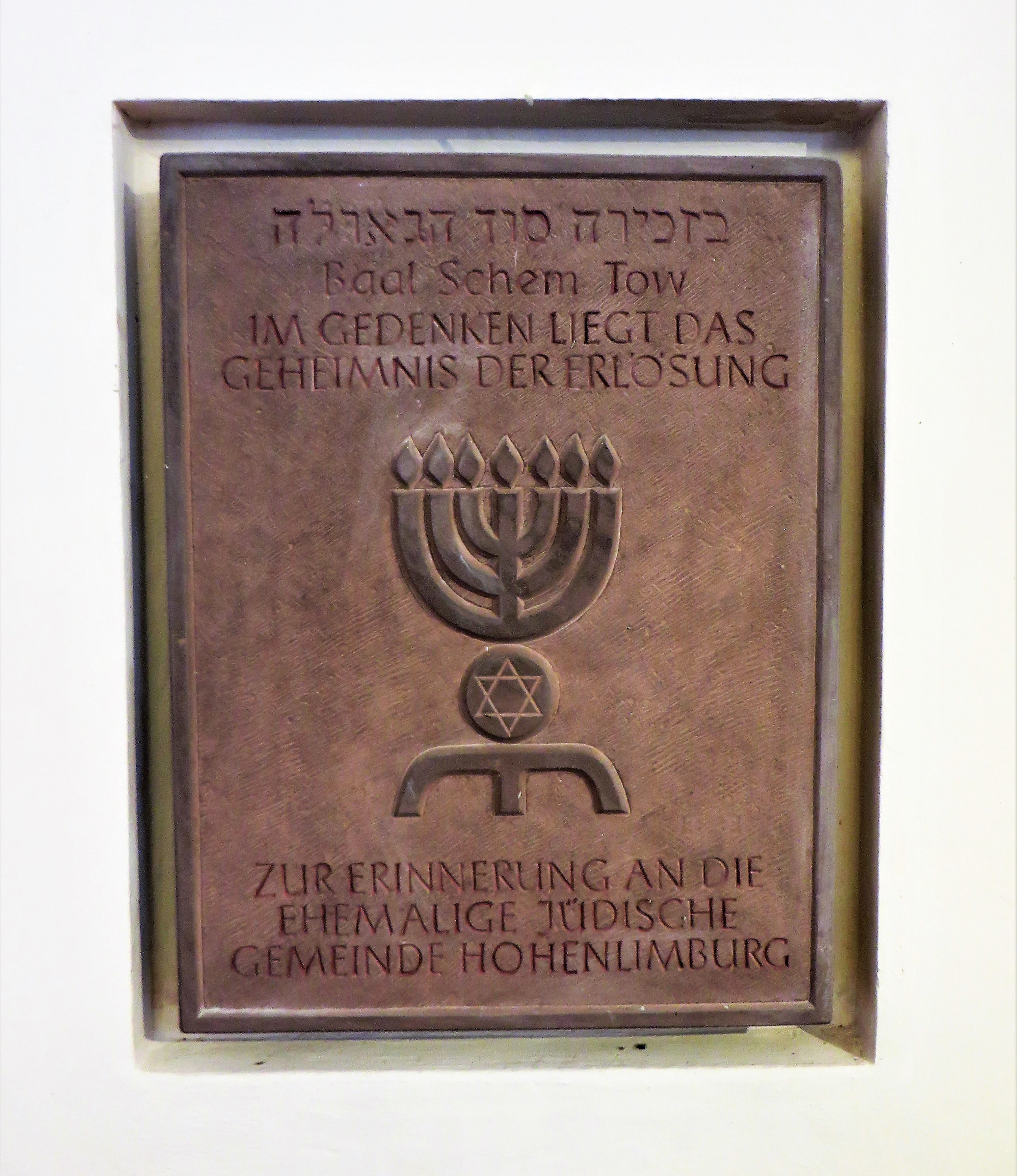
Gedenkplatte in der Apsis

Die Synagoge wurde nach Plänen des Baumeisters Liesenhoff aus Oestrich errichtet. Der Maurermeister Wilhelm Knapp aus Limburg führte den Bau aus.
Die Synagoge hat einen kubischen Baukörper mit quadratischem Grundriss und zeigt so Anklänge an orientalische Bauformen. Davon abweichend ist sie aber mit einem flachen verschieferten Pyramidendach bedeckt. An der Ostseite (Richtung Jerusalem) ist die fünfseitige Toranische als Apsis angebaut. Sie hat oben ein Rundfenster mit dem Bild des Davidsterns. Der mit großen Rundbogenfenstern versehene Bau ist dem sogenannten klassizistischen Rundbogenstil zuzuordnen. In der Toranische befand sich der Toraschrein mit den Torarollen. In der Synagoge stand zum Vorlesen der Tora das Pult, Bima genannt. Die ehemalige Frauenempore in der Synagoge besaß eine breite Einbuchtung, die offenbar notwendig war, damit die Frauen von oben das gesamte Lesepult mit dem Vorleser sehen konnten.

## Zeit des Nationalsozialismus
Am 10. November 1938 gehörte die Synagoge zu den Zielen eines von Parteigängern und Sympathisanten des NS-Regimes durchgeführten Demolationszuges. Der Davidstern auf dem Dach der Synagoge wurde heruntergerissen, das Dach, die Fenster, die Türen sowie die Inneneinrichtung wurden zerstört. Die Gemeinde war gezwungen, die Synagoge zu verkaufen. Ein Hohenlimburger Fabrikant baute das Gebäude zu einer Fabrikationshalle um.

## Verfall und Restaurierung
Am 4. Dezember 1975 brannte das in der Synagoge untergebrachte Pelzlager aus. Dabei wurde auch der Dachstuhl in Mitleidenschaft gezogen. Anschließend begann der Verfall des Gebäudes. Die im Jahr 1980 gegründete Bürgeraktion „Synagoge Hohenlimburg“ trug wesentlich dazu bei, dass das Gebäude erhalten blieb und nach Plänen des Architekten Gerd Pickenhan restauriert wurde.
Am 15. September 1986 erfolgte im Beisein von Mitgliedern der früheren jüdischen Gemeinde Hohenlimburg und Hagen die Übergabe des hergerichteten Synagogengebäudes an die Öffentlichkeit – und zwar als Mahn- und Gedenkstätte der Stadt Hagen.
Die Gedenkplatte in der Alten Synagoge trägt die Inschrift: „BAAL SCHEM TOW - IM GEDENKEN LIEGT DAS GEHEIMNIS DER ERLÖSUNG - ZUR ERINNERUNG AN DIE EHEMALIGE JÜDISCHE GEMEINDE HOHENLIMBURG“.
Seit 2013 wird die Alte Synagoge Hohenlimburg in der Route der Industriekultur aufgelistet.